# Simone Bonnafous
Pour les articles homonymes, voir Bonnafous.
Simone Bonnafous, née en 1955, est une universitaire française, spécialiste de la communication politique et médiatique. Elle est directrice générale de l'enseignement supérieur et l'insertion professionnelle au ministère de l'Enseignement supérieur et de la recherche entre 2012 et 2017.

## Biographie

### Parcours
Simone Bonnafous est une ancienne élève de l'École normale supérieure de Sèvres (1975-1980), et est devenue agrégée de grammaire en 1978.
Après l'agrégation, elle entre au laboratoire de lexicométrie et textes politiques de l'École normale supérieure de Saint-Cloud, faisant ainsi le choix de concilier ses intérêts pour la langue, le discours et la politique.
Après une thèse de troisième cycle relative au congrès de Metz du Parti socialiste, elle est recrutée par l'université Paris-Est Créteil (UPEC) en 1980 comme maîtresse de conférences en communication à la faculté d'administration économique et sociale où elle dispense des cours de culture générale, de note de synthèse et de communication à destination d'adultes qui préparent les concours de la fonction publique.
En 1990, Simone Bonnafous soutient sa thèse d’État sur le discours sur les immigrés et l'immigration dans la presse française de 1974 à 1984 (sous la direction de Jean Mazaleyrat) à l'Université Paris 4. Le président de l'université lui propose d'intégrer l'équipe de direction où elle devient assesseur à la communication et crée le service de communication de l'UPEC. Parallèlement, elle est élue dans les différents conseils centraux (CA et CEVU).
En 1992, elle cofonde le département de communication politique et publique où s'ouvrent une licence, une maîtrise, puis une formation continue et un DESS et devient professeure au sein de ce département de la faculté des lettres.
En 1999, elle lance une équipe interdisciplinaire autour des thèmes du discours et de la communication sociale et politique (le CEDITEC), qu'elle dirige jusqu'en 2008 ; elle est élue la même année doyenne de la faculté des lettres et sciences humaines.

### Présidente d'université
Simone Bonnafous est élue présidente de l'université Paris-Est Créteil en janvier 2006 et exerce cette fonction jusqu'en mars 2012. Elle exerce de plus la fonction de vice-présidente de la Conférence des présidents d'université de décembre 2008 à décembre 2010.
C'est sous son mandat que l'université intègre l'IUFM de l'académie de Créteil et qu'elle devient membre fondateur du PRES université Paris-Est. C'est aussi sous sa présidence que l'UPEC devient une université autonome en passant aux responsabilités et compétences élargies (janvier 2010). Avec son équipe, elle a soutenu des projets structurants comme l'IAE Paris-Est, l’École d'urbanisme de Paris, l’École de santé Paris-Est, et l’École supérieure de l’éducation, de la formation et de l'intervention sociale et le rattachement de l’École nationale vétérinaire d'Alfort à l'université.

### Directrice générale pour l'enseignement supérieur et l'insertion professionnelle
Le 11 juillet 2012, Simone Bonnafous est nommée par le Conseil des ministres directrice générale pour l'enseignement supérieur et l'insertion professionnelle (DGESIP) au ministère de l'Éducation nationale, de l'Enseignement supérieur et de la Recherche,,, succédant à Jean-Louis Mucchielli. Elle exerce ses fonctions auprès de Geneviève Fioraso puis de Thierry Mandon et Najat Vallaud-Belkacem.
À ce titre, et entre autres dossiers dont elle a la charge, elle met en œuvre la loi relative à l'enseignement supérieur et à la recherche de 2013 qui rend obligatoires les regroupements d’établissements sur tout le territoire ; elle lance le processus d’accréditation des établissements en lieu et place de l’évaluation des maquettes de formation et porte une réforme du doctorat et surtout du master qui rapproche la France des autres pays européens, en mettant fin à la sélection au milieu du diplôme de master.
Nommée inspectrice générale le 12 avril 2017 par le Conseil des ministres, elle est remplacée par Frédéric Forest (d) (par intérim).

### Inspectrice générale de l'administration de l'éducation nationale et de la recherche
Simone Bonnafous est nommée à l'Inspection générale de l'administration de l'Éducation nationale et de la recherche en 2017 et est chargée par la ministre Frédérique Vidal d’une mission particulière en rapport avec la conférence interministérielle de Paris pour l’Espace européen de l’enseignement supérieur (EHEA en anglais) qui s'est tenu à Paris du 23 au 25 mai 2018.
A compter du printemps 2019, elle est chargée de mission pour la préfiguration et la création de l'Université francophone tunisienne pour l'Afrique et la Méditerranée (UFTAM), projet annoncé conjointement par la Tunisie et la France lors de la visite du président Macron à Tunis en janvier 2018 et qui a donné lieu à un lancement officiel et à l'accueil d'une première promotion en octobre 2019.
Du 1er septembre 2019 au 6 janvier 2020, elle occupe les fonctions d'administratrice provisoire de l'université d'Aix-Marseille (AMU), à la suite du départ du président Yvon Berland, avec pour mission de gérer les affaires courantes et d'organiser les élections des conseils centraux et nouveau président.

### Rectrice
En février 2020, elle est nommée rectrice déléguée pour l'enseignement supérieur, la recherche et l'innovation de la région académique Île-de-France et inaugure donc cette nouvelle fonction. Elle y reste jusqu'en novembre 2021. 

## Engagements associatifs
En 2021, elle fait valoir ses droits à la retraite et devient alors « référente insertion académique et professionnelle » pour deux associations :  d’une part le réseau associatif MEnS (le réseau des établissements engagés pour l’accueil et l’accompagnement des étudiants et chercheurs en exil) qui regroupe 52 universités et écoles accueillant les réfugiés dans des DU passerelles financés par le Ministère de l'Enseignement supérieur et la recherche, et d’autre part Jesuit Refugee France. C’est dans ce cadre qu’avec plusieurs autres associations de soutien aux réfugiés, elle se mobilise tout particulièrement pour faciliter la reprise d’études ou l’exercice professionnel des réfugiés ayant déjà accompli dans leur pays d’origine des parcours dans le domaine de la santé.
Elle apporte également son soutien à l’AFDESRI, l’Association pour les Femmes Dirigeantes de l’Enseignement supérieur, de la Recherche et de l’Innovation, association qu’elle a contribué à fonder en 2014.

## Publications
- 2007 Analyse du discours et sciences humaines et sociales, avec Malika Temmar, Ophrys, collection Les chemins du discours, 165 p.
- 2007 (direction en collaboration avec Marlène Coulomb-Gully), Femmes et médias, Le 8 mars à la "une". Une comparaison internationale, Sciences de la Société no 70, Presses universitaires du Mirail.
- 2007 La journée internationale des femmes en France. Entre marronnier et foulard islamique, avec Marlène Coulomb-Gully, Sciences de la société, no 70, p. 80-94
- 2006 Les déclarations de journée internationale des femmes. Entre récit, occultation et performativité", Communication, Laval, Québec, Editions Nota bene, volume 24 no 2, p. 49-73.
- 2003 (collectif) Argumentation et discours politique. Antiquité grecque et latine, Révolution française, monde contemporain, Presses universitaires de Rennes.
- 2001 « L'arme de la dérision chez Jean-Marie Le Pen » Hermès no 29, CNRS Editions, p. 53-63.
- 2001 (collectif) « Discours et gestes télévisés. Quelles méthodes ? » Mots. Les langages du politique, no 67 (décembre), p. 110-128.
- 1999 (direction, en collaboration avec P. Fiala) « Argumentation d'extrême-droite » Mots-Les langages du politique no 58.
- 1998 « Les argumentations de Jean-Marie Le Pen », Revue politique et parlementaire, no 995, p. 27-39.
- 1996 (direction, en collaboration) « Les médias dans le conflit yougoslave », Mots. Les langages du politique, no 47 (juin)
- 1992 Sans distinction de race, Paris, Presses de Sciences Po.
- 1991 L'immigration prise aux mots, Paris, Kimé.
- 1983 Processus discursifs et structures lexicales : le congrès de Metz (1979) du Parti Socialiste, numéro spécial de la revue Langages, Larousse, 123 p.

## Distinctions
- Officière de la Légion d'honneur[16]